# Premio del Jurado (Festival de Cannes)

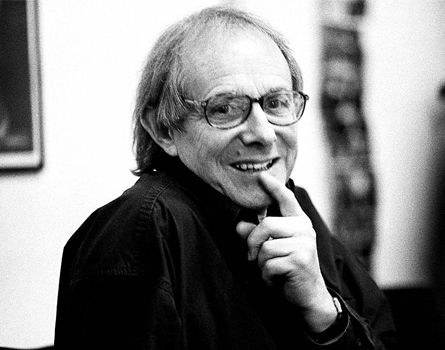
Ken Loach

El Premio del Jurado (en francés: Prix du Jury) es un premio otorgado en el Festival Cinematográfico de Cannes. Otorgado por el jurado de la 'sección oficial' de películas del festival. Es considerado como el tercer premio más prestigioso del festival, por detrás de la Palme d'Or y el Grand Prix.
De 1951 hasta 1966 el término Premio Especial del Jurado fue utilizado para el segundo premio más importante del festival. En 1967 este fue renombrado como Grand Prix du Jury y el Premio Especial del Jurado desapareció. Dos años más tarde, en 1969, el Premio del Jurado fue creado aparte del Gran Premio, y ambos han sido otorgados desde entonces. 
El Premio Especial del Jurado reapareció un par de veces en los '90. 
En 1946 se otorgó, por primera y única vez, el Premio Internacional del Jurado.

## Ganadores
| Año  | Película                                                      | Dirección                                    | Nacionalidad                  |
| ---- | ------------------------------------------------------------- | -------------------------------------------- | ----------------------------- |
| 1946 | La batalla del riel                                           | René Clément                                 | Francia                       |
| 1951 | All About Eve                                                 | Joseph L. Mankiewicz                         | Estados Unidos                |
| 1952 | Nous sommes tous des assassins                                | André Cayatte                                | Francia                       |
| 1954 | Knave of Hearts                                               | René Clément                                 | Francia                       |
| 1955 | Lost Continent (Continente Perduto)                           | Various                                      | Italia                        |
| 1956 | El misterio de Picasso (Le mystère Picasso)                   | Henri-Georges Clouzot                        | Francia                       |
| 1957 | Kanał                                                         | Andrzej Wajda                                | Polonia                       |
| 1957 | El séptimo sello (Det sjunde inseglet)                        | Ingmar Bergman                               | Suecia                        |
| 1958 | Mi tío                                                        | Jacques Tati                                 | Francia                       |
| 1959 | Stars (Sterne)                                                | Konrad Wolf                                  | República Democrática Alemana |
| 1960 | La aventura                                                   | Michelangelo Antonioni                       | Italia                        |
| 1960 | Odd Obsession (Kagi)                                          | Kon Ichikawa                                 | Japón                         |
| 1961 | Mother Joan of the Angels (Matka Joanna od aniołów)           | Jerzy Kawalerowicz                           | Polonia                       |
| 1962 | El proceso de Juana de Arco (Procès de Jeanne d'Arc)          | Robert Bresson                               | Francia                       |
| 1962 | El eclipse                                                    | Michelangelo Antonioni                       | Italia                        |
| 1963 | Harakiri (Seppuku)                                            | Masaki Kobayashi                             | Japón                         |
| 1963 | Az prijde kocour The Cassandra Cat                            | Vojtech Jasny                                | Checoslovaquia                |
| 1964 | Woman in the Dunes (Suna no onna)                             | Hiroshi Teshigahara                          | Japón                         |
| 1965 | Kwaidan                                                       | Masaki Kobayashi                             | Japón                         |
| 1966 | Alfie                                                         | Lewis Gilbert                                | Reino Unido                   |
| 1969 | Z                                                             | Costa-Gavras                                 | Grecia                        |
| 1970 | Magasiskola                                                   | Istvan Gaal                                  | Hungría                       |
| 1970 | The Strawberry Statement                                      | Stuart Hagmann                               | Estados Unidos                |
| 1971 | Love (Szerelem)                                               | Karoly Makk                                  | Hungría                       |
| 1971 | Joe Hill                                                      | Bo Widerberg                                 | Suecia                        |
| 1972 | Matadero cinco                                                | George Roy Hill                              | Estados Unidos                |
| 1973 | El sanatorio de la clepsidra                                  | Wojciech Has                                 | Polonia                       |
| 1973 | The Invitation (L'Invitation)                                 | Claude Goretta                               | Suiza                         |
| 1974 | La prima Angélica                                             | Carlos Saura                                 | España                        |
| 1980 | The Constant Factor (Constans)                                | Krzysztof Zanussi                            | Polonia                       |
| 1983 | Kharij                                                        | Mrinal Sen                                   | India                         |
| 1985 | Colonel Redl (Oberst Redl)                                    | István Szabó                                 | Hungría                       |
| 1986 | Thérèse                                                       | Alan Cavalier                                | Francia                       |
| 1987 | Yeelen                                                        | Souleymane Cisse                             | Mali                          |
| 1987 | Shinran: Path to Purity                                       | Rentaro Mikuni                               | Japón                         |
| 1988 | No matarás                                                    | Krzysztof Kieślowski                         | Polonia                       |
| 1989 | Jesus of Montréal                                             | Denys Arcand                                 | Canadá                        |
| 1990 | Hidden Agenda                                                 | Ken Loach                                    | Reino Unido                   |
| 1991 | Europa                                                        | Lars von Trier                               | Dinamarca                     |
| 1991 | Hors la vie                                                   | Maroun Bagdadi                               | Líbano                        |
| 1992 | El sol del membrillo                                          | Víctor Erice                                 | España                        |
| 1992 | An Independent Life                                           | Vitali Kanevski                              | Rusia                         |
| 1993 | The Puppetmaster (Hsimeng Rensheng)                           | Hou Hsiao Hsien                              | Taiwán                        |
| 1993 | Raining Stones                                                | Ken Loach                                    | Reino Unido                   |
| 1994 | La reina Margot                                               | Patrice Chéreau                              | Francia                       |
| 1995 | N'oublie pas que tu vas mourir                                | Xavier Beauvois                              | Francia                       |
| 1995 | Carrington                                                    | Christopher Hampton                          | Reino Unido                   |
| 1996 | Crash                                                         | David Cronenberg                             | Canadá                        |
| 1997 | Western                                                       | Manuel Poirier                               | Francia                       |
| 1998 | Class Trip (La classe de neige)                               | Claude Miller                                | Francia                       |
| 1999 | The Letter (A Carta)                                          | Manoel de Oliveira                           | Portugal                      |
| 2000 | La pizarra (Takhte Siah)                                      | Samira Makhmalbaf                            | Irán                          |
| 2000 | Songs from the Second Floor (Sånger Från Andra Våningen)      | Roy Andersson                                | Suecia                        |
| 2001 | Sin premio                                                    | Sin premio                                   | Sin premio                    |
| 2002 | Divine Intervention (Yadon Ilaheyya)                          | Elia Suleiman                                | Palestina                     |
| 2003 | A las cinco de la tarde At Five in the Afternoon (Panj e asr) | Samira Makhmalbaf                            | Irán                          |
| 2004 | Tropical Malady (Sud Pralad)                                  | Apichatpong Weerasethakul                    | Tailandia                     |
| 2005 | Shanghai Dreams                                               | Wang Xiaoshuai                               | China                         |
| 2006 | Red Road                                                      | Andrea Arnold                                | Reino Unido                   |
| 2007 | Persepolis                                                    | Marjane Satrapi Vincent Paronnaud            | Francia                       |
| 2007 | Luz Silenciosa                                                | Carlos Reygadas                              | México                        |
| 2008 | Il Divo                                                       | Paolo Sorrentino                             | Italia                        |
| 2009 | Thirst                                                        | Park Chan-wook                               | Corea del Sur                 |
| 2009 | Fish Tank                                                     | Andrea Arnold                                | Reino Unido                   |
| 2010 | Un hombre que grita (Un Homme qui crie)                       | Mahamat-Saleh Haroun                         | Chad                          |
| 2011 | Polisse                                                       | Maïwenn                                      | Francia                       |
| 2012 | The Angels' Share                                             | Ken Loach                                    | Reino Unido                   |
| 2013 | Like Father, Like Son (Soshite chichi ni naru)                | Hirokazu Koreeda                             | Japón                         |
| 2014 | Mommy                                                         | Xavier Dolan                                 | Canadá                        |
| 2014 | Goodbye to Language (Adieu au Langage)                        | Jean-Luc Godard                              | Francia / Suiza               |
| 2015 | The Lobster                                                   | Yorgos Lanthimos                             | Grecia                        |
| 2016 | American Honey                                                | Andrea Arnold                                | Reino Unido                   |
| 2017 | Sin amor (Nelyubov)                                           | Andréi Zviáguintsev                          | Rusia                         |
| 2018 | Capharnaum                                                    | Nadine Labaki                                | Líbano                        |
| 2019 | Bacurau                                                       | Kleber Mendonça Filho Juliano Dornelles      | Brasil                        |
| 2019 | Les Misérables                                                | Ladj Ly                                      | Francia                       |
| 2021 | La rodilla de Ahed (Ahed's Knee)                              | Nadav Lapid                                  | Israel                        |
| 2021 | Memoria                                                       | Apichatpong Weerasethakul                    | Tailandia                     |
| 2022 | EO (Io)                                                       | Jerzy Skolimowski                            | Polonia                       |
| 2022 | Le otto montagne                                              | Felix van Groeningen Charlotte Vandermeersch | Bélgica                       |
| 2023 | Fallen Leaves                                                 | Aki Kaurismaki                               | Finlandia                     |
| 2024 | Emilia Perez                                                  | Jacques Audiard                              | Francia                       |
| 2025 | Sirat                                                         | Óliver Laxe                                  | España / Francia              |
| 2025 | Sound of Falling                                              | Mascha Schilinski                            | Alemania                      |

## Ceremonias
- Datos: Q164200